# Акубезе, Августин Обиора
Августин Обиора Акубезе (Augustine Obiora Akubeze, род. 25 августа 1956, Кадуна) — католический прелат, первый епископ Уроми с 14 декабря 2005 года по 18 марта 2011 года, архиепископ Бенин-Сити с 18 марта 2011 года.

## Биография
3 октября 1987 года Августин Обиора Акубезе был рукоположён в священника, после чего служил в различных католических прихода епархии Исселе-Уку.
14 декабря 2005 года Римский папа Бенедикт XVI назначил Августина Обиору Акубезе епископом Уроми. 25 февраля 2006 года состоялось рукоположение Августина Обиоры Акубезе в епископа, которое совершил архиепископ Лагоса кардинал Энтони Олубунми Окоги в сослужении с архиепископом Бенин-Сити Патриком Эбоселе Экпу и апостольским нунцием в Нигерии и титулярным архиепископом Ботрианы Ренцо Фратини.
18 марта 2011 года был назначен архиепископом Бенин-Сити.